# Championnat du Malawi de football 2007
Navigation
Saison précédente Saison suivante
La saison 2007 du Championnat du Malawi de football est la vingt-deuxième édition de la Super League, le championnat de première division malawite. Elle se déroule sous la forme d’une poule unique avec quinze formations, qui s’affrontent à deux reprises. En fin de saison, les trois derniers du classement sont relégués et remplacés par les trois meilleurs clubs de D2.
C'est le club de Super ESCOM qui remporte le championnat cette saison après avoir terminé en tête du classement final, avec un seul point d'avance sur le tenant du titre, MTL Wanderers et six sur Silver Strikers. C'est le tout premier titre de champion du Malawi de l'histoire du club.

## Les clubs participants
- Big Bullets
- Moyale Barracks FC
- CIVO United
- Silver Strikers
- Red Lions Zomba
- ADMARC Tigers
- MTL Wanderers
- Blue Eagles FC
- Apollo United FC - Promu de D2
- Dwanga United
- Super ESCOM
- Michiru Castles - Promu de D2
- Eagle Strikers - Promu de D2
- Eagle Beaks FC
- Nchalo United

## Compétition

### Classement
| Rang | Équipe             | Pts | J  | G  | N  | P  | Bp | Bc | Diff |
| ---- | ------------------ | --- | -- | -- | -- | -- | -- | -- | ---- |
| 1    | Super ESCOM        | 61  | 28 | 18 | 7  | 3  | 45 | 15 | +30  |
| 2    | MTL WanderersT     | 60  | 28 | 18 | 6  | 4  | 44 | 16 | +28  |
| 3    | Silver StrikersC   | 56  | 28 | 15 | 11 | 2  | 49 | 17 | +32  |
| 4    | Big Bullets        | 48  | 28 | 13 | 9  | 6  | 42 | 23 | +19  |
| 5    | Red Lions Zomba    | 48  | 28 | 13 | 9  | 6  | 40 | 25 | +15  |
| 6    | Moyale Barracks FC | 44  | 28 | 11 | 11 | 6  | 35 | 23 | +12  |
| 7    | ADMARC Tigers      | 44  | 28 | 11 | 11 | 6  | 27 | 24 | +3   |
| 8    | Eagle StrikersP    | 37  | 28 | 10 | 7  | 11 | 25 | 28 | -3   |
| 9    | Blue Eagles FC     | 32  | 28 | 8  | 8  | 12 | 26 | 29 | -3   |
| 10   | CIVO United        | 31  | 28 | 7  | 10 | 11 | 19 | 22 | -3   |
| 11   | Eagle Beaks FC     | 30  | 28 | 9  | 3  | 16 | 29 | 45 | -16  |
| 12   | Michiru CastlesP   | 29  | 28 | 6  | 11 | 11 | 21 | 45 | -24  |
| 13   | Nchalo United      | 20  | 28 | 4  | 8  | 16 | 28 | 51 | -23  |
| 14   | Dwanga United      | 14  | 28 | 3  | 5  | 20 | 17 | 45 | -28  |
| 15   | Apollo United FCP  | 14  | 28 | 2  | 8  | 18 | 21 | 60 | -39  |

|  | Champion du Malawi 2007                                                                |
|  | Relégation directe en deuxième division                                                |
|  | T : Tenant du titre C : Vainqueur de la Coupe du Malawi P : Promu de deuxième division |

## Bilan de la saison
| Championnat du Malawi de football 2007 |                         |
| Champion                               | Super ESCOM (1er titre) |
| Coupes et trophées                     |                         |
| Vainqueur de la Coupe du Malawi 2007   | Silver Strikers         |
| Qualifications continentales           |                         |
| Ligue des champions de la CAF 2008     | Aucun                   |
| Coupe de la confédération 2008         | Aucun                   |
| Promotions et relégations              |                         |
| Promus en Super League                 | Ekwendeni Medicals FC   |
| Promus en Super League                 | Pakeeza FC              |
| Promus en Super League                 | Blackpool FC            |
| Relégués en National League            | Nchalo United           |
| Relégués en National League            | Dwanga United           |
| Relégués en National League            | Apollo United FC        |